# Recht auf Entwicklung
Das Recht auf Entwicklung wurde 1986 von den Vereinten Nationen zu einem „unveräußerlichen Menschenrecht“ erklärt, „kraft dessen alle Menschen und Völker Anspruch darauf haben, an einer wirtschaftlichen, sozialen, kulturellen und politischen Entwicklung, in der alle Menschenrechte und Grundfreiheiten voll verwirklicht werden können, teilzuhaben, dazu beizutragen und daraus Nutzen zu ziehen.“
Jene Erklärung beinhaltet Rechte und Pflichten von Individuen, Gruppen und Staaten. Das Recht auf Entwicklung ist somit nicht nur ein individuelles, sondern auch ein kollektives Recht. Zur Implementierung wurde eine Liste mit konkreten Kriterien und Indikatoren zum Recht auf Entwicklung verfasst.

## Die Entstehung des Rechts auf Entwicklung

### Das Drei-Generationen-Modell
Am 10. Dezember 1948 wurde die Allgemeine Erklärung der Menschenrechte (AEMR) durch die UNO-Generalversammlung verabschiedet. Zum dreißigsten Jubiläum verfasste 1977 der damalige Direktor der Abteilung für Menschenrechte und Frieden der UNESCO, Karel Vasak, einen Artikel, in welchem er die – nicht unumstrittene – Idee der drei Generationen von Menschenrechten formulierte.
Als erste Generation werden hauptsächlich staatsbürgerliche und politische Freiheits- und Beteiligungsrechte bezeichnet (z. B. das Recht auf Leben oder die Religions- und Meinungsfreiheit). Die zweite Generation von Menschenrechten beinhaltet wirtschaftliche, soziale und kulturelle Rechte (z. B. das Recht auf Arbeit oder das Recht auf soziale Sicherheit). Vasak zufolge sollte eine dritte Kategorie von kollektiven Rechten von Gesellschaften oder Völkern proklamiert werden, welche die Solidarität als Grundlage nehmen. Diese Solidarrechte sollten unter den Völkern Bedingungen garantieren, um die bereits anerkannten Rechte der ersten und zweiten Generation gewährleisten zu können. Die Menschenrechte der dritten Generation wurden in den 1970/1980er Jahren von den Vereinten Nationen nachträglich als Menschenrechte erklärt, und neben dem Recht auf Entwicklung gehören auch das Recht auf Frieden, auf eine gesunde Umwelt und das Recht auf gemeinsames Menschheitserbe dazu. Die Menschenrechte der dritten Generation gelten als die kollektiven Rechte der Völker, d. h., es werden nicht nur Individuen, sondern auch Kollektive als Rechtssubjekte anerkannt.

### Historischer Kontext und Entwicklungstheorien

#### Entstehung von Entwicklungspolitik
Die USA und die Sowjetunion kämpften im Kalten Krieg auch in der Entwicklungspolitik um die Vormachtstellung. Die zweite Antrittsrede vom damaligen Präsidenten der Vereinigten Staaten Harry S. Truman am 20. Januar 1949 wird mitunter als Anfangspunkt internationaler Entwicklungspolitik angesehen. Dabei erklärte Präsident Truman, dass die „entwickelten Industrieländer“ den so bezeichneten „unterentwickelten“ Gebieten helfen müssten, der Bevölkerung durch technischen Fortschritt und Investitionen von Kapital zu Entwicklung zu verhelfen. Damit führte er den Begriff der „Unterentwicklung“ ein, und während der Zeit des Kalten Krieges und der Dekolonisierung gewann das Konzept an Bedeutung.

#### Erste Entwicklungspolitische Bemühungen der UNO; Modernisierungstheorie
Im Jahr 1961 wurde von der UNO-Generalversammlung die erste Dekade der Entwicklungspolitik (1961–1970) einberufen. Entwicklung wurde weitgehend mit wirtschaftlichem Wachstum gleichgesetzt. Durch gezielte finanzielle Unterstützung und den sogenannten trickle-down-Effekt sollte wirtschaftliches Wachstum alle Gesellschaften zu modernen Industriestaaten entwickeln.
Diese erste Entwicklungsdekade war unter anderem durch Modernisierungstheorien geprägt, die „Unterentwicklung“ als eine Folge der Stagnation in veralteten, unaufgeklärten Traditionen sahen, und solchen Gesellschaften durch neue Technologien zum industriellen Fortschritt verhelfen wollten. Modernisierungstheorien erklären einen zwangsläufigen evolutionären Wandel von „unterentwickelten“ Staaten zu modernen Gesellschaften unter dem Diktat der mächtigen Geberstaaten. Diese Legitimierung westlicher Dominanz wurde später stark kritisiert.

#### Andere Entwicklungstheorien
Strukturalistische Ansätze wiederum lehnen die Ansicht ab, dass die globale Wirtschaft nur durch Spezialisierung und Arbeitsteilung richtig funktioniert. Diese Theorien beruhen hauptsächlich auf den Arbeiten von Raúl Prebisch, welcher die globale Ökonomie nicht als einheitliche Wirtschaft, sondern als ein Konstrukt mit einem mächtigen Zentrum und einer schwachen Peripherie sieht. Dabei entsteht die „Unterentwicklung“ nicht durch eine schlechte lokale Ökonomie, sondern vielmehr durch die lähmenden globalen Wirtschaftsstrukturen.
In Anlehnung an strukturalistische Theorien entstanden Dependenz-Theorien, welche auf der Zentrum-Peripherie-Metapher des Strukturalismus aufbauen. Die Vertreter der Dependenz-Theorien verbindet die Ansicht, dass die „Unterentwicklung“ gewisser Staaten historisch durch den Kapitalismus erzeugt und aufrechterhalten wurde. „Unterentwickelte Ökonomien“ seien also als Peripherien (als „Entwicklungsstaaten“) von den mächtigen Zentren abhängig. Die Lösung der Theoretiker liegt in einer Abkoppelung der schwachen, nationalen von der westlichen, dominierenden Ökonomie.
Die Theorien des Institutionalismus wiederum gehen davon aus, dass durch die Kolonialisierung die „unterentwickelten“ Ökonomien in einen modernen und einen traditionellen Teil aufgetrennt worden sind. Diese Schwächung der internen, nationalen Wirtschaft in den „Entwicklungsländern“ verstärke sich mit der „machtlosen“ Position des betroffenen Staates im globalen Wirtschaftssystem, und diese Rückkoppelung führe zu größerer Abhängigkeit der „Entwicklungsstaaten“ und zu „Unterentwicklung“. Es wird gefordert, dass man den Staat holistisch betrachtet und dass auch die historische Entstehung und Veränderung der Institutionen eines Staates betrachtet werden müssen, wobei betont wird, dass die nationalen Institutionen gestärkt werden müssen, damit diese „Elite“ danach im „unterentwickelten“ Staat eine Entwicklung herbeiführen kann.
In den späten 1960er Jahren entstanden unter anderem im Kontext von Bürgerrechtsbewegungen in den USA, der Kritik am Vietnamkrieg und den Studentenbewegungen in Europa die marxistischen Theorien der Entwicklung bzw. der „Unterentwicklung“. Es gibt verschiedene Auslegungen der marxistischen Theorien, aber die meisten sahen den monopolistischen Kapitalismus als Auslöser für „Unterentwicklung“. Paul Baran will deswegen z. B. die Entwicklung mit einem Rückzug aus der globalen Wirtschaft, also aus dem Kapitalismus, fördern. und André Gunder Frank wiederum sieht die Problemlösung in einer sozialistischen Revolution von unten.

#### Vom Scheitern der Ersten Entwicklungsdekade hin zur Behauptung eines Menschenrechts auf Entwicklung
Bereits in der UNO-Generalversammlung von 1966 zeichnete sich ein Scheitern der ersten Entwicklungsdekade ab, und es wurde begonnen, die Entwicklungsstrategien für eine nächste Dekade auszuarbeiten. 1968 wurde an der Internationalen Konferenz über Menschenrechte in Teheran ein Zusammenhang zwischen der Verwirklichung von Menschenrechten und Entwicklung erkannt. Das Problem der Menschenrechte in „Entwicklungsstaaten“ wurde im darauffolgenden Jahr im so genannten Ganji-Bericht näher betrachtet. Dieser befasste sich mit dem Problem der wirtschaftlichen, sozialen und kulturellen Rechte in Entwicklungsländern. Die Zweite Entwicklungsdekade wurde 1970 proklamiert und konzentrierte sich viel stärker auf Eigeninitiative und auf Kooperation zwischen den Entwicklungsländern. Durch die Einbindung der „Entwicklungsstaaten“ in den offenen Weltmarkt sollte es diesen bald möglich sein, ihr wirtschaftliches Wachstum selbstständig zu finanzieren. Auch das Individuum wurde stärker gewichtet, und es wurde festgelegt, dass die menschliche Würde durch sozialen und wirtschaftlichen Fortschritt gewährleistet werden müsse. Im Jahr 1974 wurde dann in einer Sondersession der Menschenrechtskommission von Keba M’Baye, einem senegalesischen Richter und Politiker, das „Menschenrecht auf Entwicklung“ zum ersten Mal erwähnt und verteidigt:

[T]he responsibility for ensuring that everyone enjoyed human rights fell largely upon the rich countries. Such a responsibility was the price of international security. […] They must realize that the right to development was the natural outcome of the international solidarity among States embodied in the Charter.

#### Die Ausformulierung eines Menschenrechts auf Entwicklung
Durch die Veröffentlichung der ersten Waldheimstudie (1977) wurde das Recht auf Entwicklung im Jahre 1979 von der 34. Session der UNO-Generalversammlung als ein Recht anerkannt. Ein Jahr später wurde die Dritte Entwicklungsdekade proklamiert, und bald darauf wurde das Recht auf Entwicklung als Bekräftigung und Fortsetzung des Selbstbestimmungsrechts definiert. Dies führte zur Gründung einer Arbeitsgruppe mit dem Ziel der Ausformulierung einer Deklaration über das Recht auf Entwicklung, doch konnte sich die Gruppe zunächst über den Inhalt der Deklaration nicht einigen.
Zu Beginn war diese Entwicklungspolitik noch erfolgreich, doch bald standen die meisten Entwicklungsländer, vor allem Staaten in Südamerika, vor großen Schuldenbergen durch Kredite von Seiten der Industrienationen. Für diese globale Wirtschaftskrise in den 1970er und 1980er Jahren wurde zum Teil das übermäßige Einmischen des Staates in die Ökonomie verantwortlich gemacht, woraus die neoliberalen Theorien entstanden. Die Vertreter neoliberaler Theorien verbindet das Ziel einer globalen, freien und selbstregulierenden Ökonomie, denn das staatliche Eingreifen in Ökonomien führt ihrer Ansicht nach zu „Unterentwicklung“.
An der Session der Menschenrechtskommission 1985 konnte die Arbeitsgruppe noch immer keinen Deklarationsentwurf vorweisen, und die jugoslawische Delegation arbeitete daraufhin eigene Vorschläge für die Deklaration über das Recht auf Entwicklung aus, auf welchem schließlich große Teile der Deklaration beruhten.
Das fortwährende Scheitern der jeweiligen Entwicklungsdekaden, der Zusammenbruch der Sowjetunion und die gegen Ende der 1980er Jahre und Anfang der 1990er Jahre entstandenen Theorien des Postmodernismus korrelierten zusammen zu einer fundamentalen Kritik an der Entwicklungspolitik und am Entwicklungsbegriff im Allgemeinen.
Am 4. Dezember 1986 wurde von der UNO-Generalversammlung nach einjährigen Verhandlungen die Erklärung über das Recht auf Entwicklung mit 146:1 Stimmen (Gegenstimme USA) und acht Enthaltungen von ausschließlich westlichen Staaten (Finnland, Island, Dänemark, die BRD, Israel, Japan, Großbritannien und Schweden) verabschiedet.

#### Entwicklungspolitik seit der Erklärung über das Recht auf Entwicklung
Nach dieser Erklärung wurde die Vierte Entwicklungsdekade, 1990–2000, proklamiert. Diese konzentriert sich stark auf eine nachhaltige Entwicklung und es wurden viele Konferenzen zur Problematik der Nachhaltigkeit abgehalten, zum Beispiel die Konferenz über Umwelt und Entwicklung in Rio de Janeiro von 1992.
Im Jahr 2000 wurde an der UNO-Generalversammlung von 189 UNO-Mitgliedstaaten die sogenannte Millenniumserklärung unterzeichnet. Ein Jahr später wurden die acht konkreten Millenniumsentwicklungsziele (MEZ) veröffentlicht. Mit Hilfe dieser Ziele soll bis 2015 unter anderem die extreme Armut durch die unterzeichnenden Staaten halbiert werden. Die acht Millenniumsentwicklungsziele fordern die Staaten zum Handeln auf und legen für jedes Ziel messbare Schritte vor. Im Jahre 2007 wurden die MEZ um zahlreiche weitere konkrete Zielvorgaben ergänzt. Heute sind sie international als humanitärer Rahmen globaler Entwicklungspolitik anerkannt, sie gelten also als Richtlinien für die nationale und internationale Entwicklungszusammenarbeit.

## Inhalte der Erklärung über das Recht auf Entwicklung
Am 4. Dezember 1986 wurde die Erklärung über das Recht auf Entwicklung der United Nations durch die UNO-Generalversammlung anerkannt und dadurch das Recht auf Entwicklung trotz vielen Kritiken als Menschenrecht kategorisiert. Die Erklärung beginnt mit einer Präambel, welche unter anderem Entwicklung wie folgt definiert:

„Entwicklung [ist] ein umfassender, wirtschaftlicher, sozialer, kultureller und politischer Prozess, der die ständige Steigerung des Wohls der gesamten Bevölkerung und aller Einzelpersonen auf der Grundlage ihrer aktiven, freien und sinnvollen Teilhabe am Entwicklungsprozess und an der gerechten Verteilung und der daraus erwachsenden Vorteile zum Ziel hat.“

Im Anschluss an die Präambel folgen zehn Artikel mit jeweils ein bis drei Unterartikeln, welche die Grundsteine des Rechts auf Entwicklung nach der UN bilden sollen. Diese zielen einerseits auf die Rechte und Pflichten von Einzelpersonen, andererseits auf die der Staaten ab. Im ersten Artikel wird festgehalten, dass das Recht auf Entwicklung ein unveräußerliches Menschenrecht sei, durch das jeder einzelne Mensch und alle Völker berechtigt seien, sich aktiv an wirtschaftlicher, sozialer, kultureller und politischer Entwicklung zu beteiligen und diese zu genießen (Artikel 1.1.). Entwicklung soll den Menschen ins Zentrum stellen, und das Recht darauf soll ihm zur vollkommenen Entfaltung seiner Selbstbestimmung verhelfen, was die völlige Souveränität über die natürlichen Reichtümer und Ressourcen miteinschließt (Artikel 1.2. und 2.1.). Die Verantwortung jeder Einzelperson liegt darin, individuell und kollektiv ihre Menschenrechte sowie ihre Verpflichtungen gegenüber der Gemeinschaft wahrzunehmen (Artikel 2.2.).
Die nachfolgenden Artikel beziehen sich vor allem auf staatliche Pflichten. So wird darauf verwiesen, dass jeder Staat angemessene nationale Entwicklungsstrategien ausarbeiten muss, damit die konstante Verbesserung des Wohlbefindens der gesamten Bevölkerung erzielt werden kann (Artikel 2.3.). Dabei bildet die Schaffung eines für Entwicklung förderlichen nationalen und internationalen Umfelds eine zentrale Aufgabe des Staates (Artikel 3.1.). Weiter wird auf die Respektierung des internationalen Rechts für friedliche Beziehungen (Artikel 3.2.) und die Kooperation zwischen den Staaten (Artikel 3.3.) verwiesen, um einander eine möglichst rasche und effiziente Entwicklung zu ermöglichen. Staaten werden dazu aufgefordert, mithilfe ihrer Rechte und Pflichten eine neue Wirtschaftsordnung, welche auf „der Grundlage der souveränen Gleichheit, Interdependenz, der gemeinsamen Interessen und der Zusammenarbeiten zwischen allen Staaten sowie die Wahrung und Verwirklichung der Menschenrechte“ basiert, zu fördern (Artikel 3.3.).
In weiteren Artikeln wird auf die Pflichten zur Verhinderung des Krieges und der Vermeidung der Verletzung der Menschenrechte (Artikel 5) verwiesen wie auch die Förderung zum Frieden als maßgebend anerkannt, was mit der konkreten Forderung zur Abrüstung verbunden ist. Die daraus gewonnenen Ressourcen sollen für Entwicklung (vorzugsweise in Entwicklungsländern) eingesetzt werden (Artikel 7). Um soziale Ungleichheit zu minimieren, sollen Staaten allen Einwohnern gleiche Chancen im Zugang zu Bildung, Gesundheitsdiensten, Nahrung, Unterkunft, Arbeit und Grundressourcen ermöglichen (Artikel 8).

## Implementierung des Rechts auf Entwicklung
Kritisiert wurde an der Erklärung über das Recht auf Entwicklung, dass der ihr zugrunde liegende Entwicklungsbegriff höchst diffus sei und eine präzise, allgemeine Definition sowie eine Konkretisierung noch ausstehen. Dieser Kritik nahmen sich Arbeitsgruppen der Vereinten Nationen an, die versuchten, die Bedeutungen und Implikationen des Rechts zu spezifizieren. Auf der Weltkonferenz über Menschenrechte in Wien (1993) wurde das Recht bekräftigt, und seit 1998 war ein unabhängiger UN-Experte für das Recht beauftragt worden. Das Amt hatte der Inder Arjun Sengupta inne, bis es 2004 durch die High-Level Task Force on the Implementation of the Right to Development ersetzt wurde. Diese erstellte eine Liste mit konkreten Kriterien und Indikatoren zum Recht auf Entwicklung, um den Akteuren und Entscheidungsträgern im Bereich der Entwicklungspolitik Werkzeuge und Messinstrumente zur Realisierung des Rechts auf Entwicklung anbieten zu können. Der Abschlussbericht der High-Level Task Force von 2010 über die Implementierung des Rechts auf Entwicklung war das Ergebnis fünfjähriger Arbeit.
Die Struktur der Kriterien wurde mehrfach überarbeitet und ist nach praktischer Erfahrung ausgerichtet. Darüber hinaus wurden unterschiedlichste Vorschläge nationaler und internationaler Experten und Mitgliedsstaaten miteinbezogen, um dadurch den drei Komponenten des Rechts auf Entwicklung (verständliche anthropozentrische Entwicklung, fördernde Strukturen, soziale Gerechtigkeit und Gleichheit) gerecht zu werden. Trotzdem dienen die Kriterien nur als Orientierung, denn um dem Recht auf Entwicklung nachzukommen, muss jeder Staat zusätzlich selber passende Gesetze und Programme formulieren. Das Recht auf Entwicklung wird vor allem als Recht auf konstante Verbesserung des Wohlbefindens mit Rücksicht auf die Umwelt und die Menschenrechte angesehen. Der Fokus liegt auf dem Staat, der individuell, aber auch kollektiv handelt, um geeignete Bedingungen zur Realisierung dieses Rechtes zu schaffen.
Der Bericht umfasst eine Liste von 18 Kriterien, 68 Sub-Kriterien und 149 Indikatoren, die drei Attributen des Rechts zugeordnet sind. Die aufgelisteten Kriterien in der ersten Kolonne gelten als die umsetzbaren Zielvorgaben und Werkzeuge, um die Entwicklung voranzutreiben. Sie betreffen vor allem Themenbereiche wie Technologie, Umwelt, soziale Umwelt (Ausbildung, Gesundheit, Sicherheit etc.), Finanzen, Wirtschaft, Frieden und Politik. Die Sub-Kriterien in der zweiten Kolonne gelten als die jeweils wichtigsten Gebiete zur Messung des Fortschritts. Darunter fallen Gebiete wie Gesundheit, Bildung, landwirtschaftliche Technologien, Ratifizierung relevanter internationaler Verträge etc. Anhand der an dritter Stelle stehenden Indikatoren sollen die Kriterien messbar gemacht werden. Die Indikatoren richten sich nach den drei Dimensionen der Struktur, des Prozesses und des Ergebnisses. Als Indikatoren werden unter anderem Angaben wie Produktionszahlen, Investition, Kindersterblichkeitsrate, Reichweite des Internets, staatliche Ausgaben für arme Haushalte und Konsumption genannt.

## Befürworter des Rechts auf Entwicklung als Menschenrecht
Trotz diverser Streitpunkte wurde das Recht auf Entwicklung 1986 in Form der Erklärung zum Recht auf Entwicklung, die es unmissverständlich als Menschenrecht deklarierte, von der UN angenommen und durch die zweite UN Weltkonferenz zu den Menschenrechten in Wien 1993 bestärkt.

### Ableitbarkeit aus vorherigen internationalen Menschenrechtsdokumenten
Das Recht findet seine moralische Begründung vorwiegend im Solidaritätsgedanken, in der Vorstellung des Ausgleichs kolonialer und neokolonialer Ausbeutung und moralischer Abhängigkeiten.
Die Befürworter eines Menschenrechts auf Entwicklung stützten sich in ihrer rechtlichen Argumentation vorwiegend darauf, dass es aus vorherigen internationalen Menschenrechtsdokumenten der International Bill of Rights sowie der UN-Charta ableitbar sei.
Häufig wird beispielsweise auf die Artikel 55 und 56 aus der UN-Charta verwiesen. Artikel 55 besagt:

„Um jenen Zustand der Stabilität und Wohlfahrt herbeizuführen, der erforderlich ist, damit zwischen den Nationen friedliche und freundschaftliche, auf der Achtung vor dem Grundsatz der Gleichberechtigung und Selbstbestimmung der Völker beruhende Beziehungen herrschen, fördern die Vereinten Nationen: a) die Verbesserung des Lebensstandards, die Vollbeschäftigung und die Voraussetzungen für wirtschaftlichen und sozialen Fortschritt und Aufstieg; b) die Lösung internationaler Probleme wirtschaftlicher, sozialer, gesundheitlicher und verwandter Art sowie die internationale Zusammenarbeit auf den Gebieten der Kultur und der Erziehung; c) die allgemeine Achtung und Verwirklichung der Menschenrechte und Grundfreiheiten für alle ohne Unterschied der Rasse, des Geschlechts, der Sprache oder der Religion.“

Artikel 56 adressiert die Verpflichtung zur internationalen Zusammenarbeit.
Ein weiteres Dokument ist die Allgemeine Erklärung der Menschenrechte (AEMR): Deren 22. Artikel befasst sich mit dem Recht auf soziale Sicherheit und die Umsetzung von ökonomischen, sozialen sowie kulturellen Rechten, welche unweigerlich mit der menschlichen Würde und der freien Entwicklung der Person in Verbindung stehen. Artikel 26 Absatz 2 meint zudem, dass die Bildung auf die Entwicklung der Persönlichkeit abzielen sollte. Des Weiteren wird der erste Artikel der beiden internationalen Menschenrechtspakte, welcher das Recht auf Selbstbestimmung erklärt, herangezogen. Aus dem internationalen Pakt zu wirtschaftlichen, sozialen und kulturellen Rechten werden die Artikel 2 und 11 als legitime Quellen angegeben. Der erste Abschnitt des 2. Artikels verweist auf die Verpflichtung, die im Pakt bereits aufgezählten Rechte zu implementieren, und der 11. Artikel bezieht sich auf das Recht auf einen adäquaten Lebensstandard. Zudem werden auch Referenzen zur Europäischen Sozialcharta sowie der Amerikanischen Erklärung zu den Menschenrechten, der Deklaration von Philadelphia und der UNESCO Erklärung über Rassen und rassistische Vorurteile angegeben.

### Proponenten des Rechts auf Entwicklung
Einer der ersten, welcher das Recht auf Entwicklung als Menschenrecht betitelte, war Kéba M’Baye, der in der Menschenrechtskommission 1972 den Senegal vertrat. Als einer der Befürworter des Menschenrechts auf Entwicklung argumentierte M’Baye, dass Entwicklung durch Gerechtigkeit verlangt wird und dessen Verweigerung nicht nur Unrecht sei, sondern auch eine Provokation, die mit Gewalt und Konfrontation drohe. Er war der Ansicht, dass sich in einer entwickelten Gesellschaft das Recht der „Realität“ anzupassen habe. In einer Entwicklungsgesellschaft sollte das Recht jedoch der Wirklichkeit vorangehen und die Denkweise der Menschen ändern.
Ein weiterer Fürsprecher war der französische Delegierte namens Soyer. Er war der Auffassung, dass, entsprechend den beiden Menschenrechtspakten, Entwicklung das Ideal des freien Menschen bilde. Dieses werde durch die Realisierung seiner ökonomischen, sozialen und kulturellen, aber auch seiner bürgerlichen und politischen Rechte gefördert. Deshalb verstand er Entwicklung als Summe aller Menschenrechte, wobei es auch als „Schlüssel-Menschenrecht“ oder „Synthese-Recht“ bezeichnet wurde. Soyer argumentierte weiter, dass das Recht auf Entwicklung zwar dem Kollektiv zukomme, es aber dennoch ein Menschenrecht sei, da es letztlich doch im Dienste des Menschen stehe. Der letztendliche Rechtsträger, so Soyer, sei immer noch der Mensch.
Die Diskussion um die menschenrechtliche Synthese wurde von zahlreichen Delegierten aufgegriffen und vor allem im Zusammenhang mit den ökonomischen, den sozialen und den kulturellen Menschenrechten verstanden.

For most speakers, the right to development embodied all rights. The view was expressed by many participants, that the right to development was a synthesis of already defined human rights.

Russel Barsh, ein amerikanischer Professor für Wirtschaft und Afrika-Studien, sagt in seinem Artikel über die globale Debatte bezüglich der Realisierung des Rechts auf Entwicklung, „The Right to Development as a Human Right“, dass Menschenrechte sowohl die Bedingungen als auch das Ziel der Entwicklung seien. Weiter argumentierte der Historiker Ramon Leemann, dass nach breiter Ansicht das Menschenrecht auf Entwicklung den Zusammenhang zwischen Entwicklung und Menschenrechten verfestige. Somit wird Entwicklung zu einer weltumfassenden Anordnung zwischen nationalen und internationalen Akteuren, die die Möglichkeiten eines Konflikts zwischen verschiedenen menschenrechtlich begründeten Ansprüchen abwendet.
Des Weiteren bezieht sich Leemann auf Arjun Sengupta, der den Unterschied zwischen dem Recht auf Entwicklung und dem rechtsbasierten Entwicklungsprozess, der in Übereinstimmung mit menschenrechtlichen Standards ausgeführt wird, hervorhebt. Sengupta macht darauf aufmerksam, dass Entwicklung selbst ein Menschenrecht ist und nicht nur ein menschenrechtsachtender und -fördernder Prozess. Er versteht die Erklärung des Rechts auf Entwicklung als ein Dokument, welches auf einem gemeinsamen Konsens aufbaut. Menschenrechte sind für ihn Rechte, die weder von einer Autorität gewährt werden, noch gehen sie aus einem göttlichen oder natürlichen Prinzip hervor: In the ultimate analysis, human rights are those rights which are given by people to themselves. Diese Rechte erhalten den Status des Menschenrechts dadurch, dass sie von der Gemeinschaft als solches akzeptiert wurden. Sobald sie durch diesen Konsensfindungsprozess Anerkennung erlangen, werden sie bindend, zumindest für diejenigen, welche am Annahmeprozess beteiligt waren. In anderen Worten sind für Sengupta Menschenrechte und somit auch das Recht auf Entwicklung Rechte, auf die sich die Menschen geeinigt haben.

## Kritik am Recht auf Entwicklung
However, since the proclamation of the existence of a right to development by the former UN Commission on Human Rights (the Commission), the right to development has been controversial amongst States and scholars due to its lack of conceptual clarity.

Seit seinem Auftauchen in der Menschenrechtsarena zu Beginn der 1970er Jahre wurde das Recht auf Entwicklung nicht nur befürwortet, sondern auch kritisiert. Im Mittelpunkt der Kritik standen und stehen die Festlegung und Auswirkungen des Rechts auf Entwicklung als Menschenrecht. Vertreter der Post-Development-Ansätze, wie beispielsweise Arturo Escobar und James Ferguson, übten zudem Kritik an der Idee und am Begriff der Entwicklung. Zur Debatte steht dabei der Entwicklungsbegriff an sich, auf dem das Recht auf Entwicklung basiert.

### Kritik am Recht auf Entwicklung als Menschenrecht
Laut Jack Donnelly war nie hinterfragt worden, ob die Existenz eines Rechts auf Entwicklung als Menschenrecht überhaupt legitimiert werden könne. In seinem 1985 erschienenen Artikel In Search of The Unicorn: The Jurisprudence and Politis of the Right to Development hält er aus einem dezidiert rechtstheoretischen und rechtsphilosophischen Standpunkt fest, dass nach einem „brüsken Eintritt“ des Rechts auf Entwicklung in die Menschenrechtsarena 1977 niemand diese Idee angezweifelt habe. Laut Donnelly müsse jedes Recht eine legitime Quelle besitzen, über einen klar definierten Rechtsinhalt verfügen sowie geregelte Parteien und deren Rechte und Pflichten ansprechen. Außerdem müssten mit dem Recht korrelierende Pflichten der Rechtsadressaten verbindlich geklärt sein. Donnelly spricht dem Recht auf Entwicklung diese Eigenschaften ab, weshalb ein solches Recht laut ihm gar nicht existieren könne. Er argumentiert, dass es weder moralische noch rechtliche Grundlagen gäbe, die ein Recht auf Entwicklung legitimieren würden. Aus keiner der rechtlichen Hauptquellen der Menschenrechte (z. B. UN-Charta, AEMR, Internationale Menschenrechts-Pakte), auf die sich Befürworter des Rechts berufen, lasse sich ein Menschenrecht auf Entwicklung ableiten. Laut Donnelly ist Entwicklung ein Ziel, das durch die Umsetzung der übrigen Menschenrechte erreicht werden soll, aber kein Recht an sich.

Development is one of the primary objectives of the human rights, but not a right itself.

Donnelly argumentiert, dass nicht alles, was gut und recht sei, auch in ein Recht umformuliert werden könne. Dabei weist er auf den Unterschied von Gerechtigkeit und Recht hin. Menschen können laut Donnelly dank der Menschenrechte unter Bedingungen leben, die eine Entwicklung durch eigenes Bestreben zulassen, sie können aber nicht das Recht besitzen, entwickelt zu werden. Laut Donnelly zielen die Menschenrechte der ersten und zweiten Generation in sozialen, ökonomischen, politischen und kulturellen Bereichen bereits auf Entwicklung und Entfaltung eines jeden Individuums ab, weil sie auf der Grundannahme der unveräußerlichen Menschenwürde basieren. Das Recht auf Entwicklung basiert hingegen auf Solidarität zwischen Individuen und Kollektiven und ist Teil der Menschenrechte der sogenannten „dritten Generation“, was es laut Donnelly zu keinem realen Menschenrecht mache. Laut ihm können Rechte, die auf Solidarität beruhen, keine Menschenrechte im herkömmlichen Sinne sein, weil sie im Gegensatz zum Grundgedanken der bedingungslosen Würde der vorhergehenden Rechte eine Zugehörigkeit zu einer Gruppe voraussetzen:

If they are a „third generation“, they cannot rest on the principle of solidarity, while if they are „solidarity rights“ they cannot be human rights.

Die Kategorisierung der Menschenrechte in Generationen bezeichnet Donnelly als problematisch, da diese Einteilung zum einen suggeriere, dass die neuere Generation die ältere evolutionär ablöse und somit der Grundsatz der Unteilbarkeit der Menschenrechte bedroht sei. Zum anderen bringe die Aussage, dass das Recht auf Entwicklung die Synthese aller Menschenrechte sei, die Gefahr mit sich, dass die übrigen Menschenrechte vernachlässigt würden. Während die Menschenrechte erster und zweiter Generation zum Schutze des Individuums gegen ein Kollektiv und den Staat dienen würden, sei dies beim Recht auf Entwicklung nicht der Fall, wodurch diese Schutzfunktion ausgehebelt würde. Staaten, die Menschenrechte verletzen, könnten dennoch das Recht auf Entwicklung einfordern und somit im Namen eines Menschenrechts andere grundlegende Menschenrechte verletzen. Besonders kritisch werde es, wenn eine neue internationale ökonomische Ordnung oder Entwicklung als Bedingung für die Realisierung von Menschenrechten angesehen wird. Dies würde Menschenrechtsverletzungen von nationalen Regimes noch stärker vertuschen.

### Kritik am Entwicklungsbegriff
Nachdem entwicklungspolitische Theorien in der Nachkriegszeit ihren großen Aufschwung erlebt hatten, wurde in den 1980er Jahren vermehrt Kritik an eben jenen Theorien laut. Vor allem Vertreter der Post-Development-Ansätze unterzogen die Entwicklungstheorien einer eingehenden Kritik. Autoren wie Arturo Escobar lehnten die bis dahin durchgeführten – und meist gescheiterten – Entwicklungsprogramme sowie den Entwicklungsbegriff als solchen ab. In seinem 1992 erschienenen Artikel Imagining a Post-Development Era? Critical Thought, Development and Social Movements fordert Escobar keine alternativen Entwicklungstheorien (wie z. B. Nachhaltige Entwicklung), sondern eine Alternative zu Entwicklung. Er bezeichnet das Konzept von „Entwicklung“ und analog daraus resultierender „Unterentwicklung“ als wertende Legitimierung einer westlichen Hegemonie über die Entwicklungsländer.

Development has functioned as an all-powerfull mechanism for the production and management of the Third World.

Durch das Konzept von Entwicklung sei die sogenannte „Dritte Welt“ erst produziert worden, und deren Einwohner hätten sich selber zunehmend in diesem Kontext von Unterentwicklung wahrgenommen, während andere Sicht- und Handlungsweisen ausgeschlossen worden seien. Escobar weist das Paradigma des Entwicklungskonzepts zurück und führt als Alternative dazu die Bedeutung von sozialen Bewegungen auf, die in bisher als Entwicklungsländer bezeichneten Staaten die nötige Veränderung der Situation herbeiführen könnten. Erst durch solche als grassroots movements bezeichneten Bewegungen könne ein alternatives Verständnis von Entwicklung erreicht und in den als „Dritte Welt“ kategorisierten Ländern eine soziale und kulturelle Selbstdefinition der eigenen Identität bewirkt werden. Escobars Zurückweisung des Entwicklungsparadigmas kann als Kritik am Recht auf Entwicklung interpretiert werden, welches auf dem hinterfragten Entwicklungsbegriff basiert. Dies deshalb, da der von Escobar postulierte eurozentrische Herrschaftsanspruch über die Entwicklungsländer durch die Juridifizierung des Rechts auf Entwicklung legitimiert wird, da die Durchsetzung von Entwicklung nun auf internationalen Rechtsgrundlagen beruht. Die Rechtsordnung geht dabei von zwei Parteien aus: Die Rechtsträger, die das Recht auf Entwicklung besitzen und einfordern können, und die Rechtsadressaten, die verpflichtet sind, entwicklungspolitische Unterstützung zu leisten. Weiterhin liegt der Fokus eher auf sozio-ökonomischer Entwicklung im westlichen Sinne. Es ist fraglich, ob das Recht auf Selbstbestimmung die von Escobar geforderten Änderungen wie beispielsweise soziale Bewegungen begünstigen wird.
James Ferguson, ein weiterer Vertreter der Post-Development-Ansätze, zeigt in seinem 1990 veröffentlichten Buch The Anti-Politics Machine. „Development“, Depoliticization and Bureaucratic Power in Lesotho auf, wie Entwicklungsagenturen in ihren Berichten über sogenannte Less Developed Countries (LDC) diese bewusst so präsentieren, dass sie für die angebotenen Entwicklungspolitiken geeignete Gegenstände darstellen. Anhand des World Bank Reports von 1975 vergleicht Ferguson den akademischen und den entwicklungspolitischen Diskurs und zeigt auf, dass letzterem eine eigene Logik inhärent ist, die für die Entwicklungsagenturen förderliche Darstellungen bevorzugt und andere ausblendet. Wie Escobar sieht Ferguson die einzige mögliche Lösung nicht im bestehenden Entwicklungskonzept, sondern in revolutionärer sozialer Transformation. Die Kritik der Post-Development-Vertreter ist nicht zwingend eine Kritik am Recht auf Entwicklung an sich. Ermöglicht oder unterstützt die Implementierung des Rechts auf Entwicklung die sozialen Bewegungen und somit eine revolutionäre soziale Transformation, unterstütze es die Forderungen der Post-Development-Vertreter.